# Estádio Eli Seabra Filho
Estádio Eli Seabra Filho – stadion piłkarski, w Sabará, Minas Gerais, Brazylia, na którym swoje mecze rozgrywa klub Esporte Clube Siderúrgica.